# Mardonio (generale)
Mardonio (in greco antico: Μαρδόνιος?, Mardónios, in persiano antico Marduniya, lett. "quello mite"; VI secolo a.C. – Platea, 479 a.C.) è stato un generale persiano, prima sotto Dario I, poi sotto il figlio Serse I, durante le due guerre persiane.

## Biografia
Mardonio era figlio di Gobria, un nobile persiano che aveva favorito l'ascesa al trono di Dario I, e di una sorella dello stesso Dario. In seguito divenne anche genero di Dario, avendone sposato la figlia Artozostra.
Nel 492 a.C. Dario I gli affidò il compito di condurre la prima spedizione contro la Grecia. Al suo comando c'erano un esercito di terra e uno di mare. In Cilicia, Mardonio si pose direttamente al comando della flotta, raggiungendo la Ionia dall'Asia, mentre delegò ad altri comandanti il compito di guidare l'esercito di terra nell'attraversamento dell'Ellesponto. Ufficialmente lo scopo della spedizione era quello di riassoggettare la Tracia e punire Atene ed Eretria per l'appoggio che avevano dato agli Ioni durante la loro rivolta, ma in realtà l'obiettivo dei Persiani era quello di conquistare quante più città greche possibili. Arrivato in Ionia, Mardonio cacciò i tiranni locali e li rimpiazzò con regimi democratici. In seguito sottomise senza trovare opposizione l'isola di Taso, mentre l'esercito di terra conquistò la Tracia e parte della Macedonia.
Quando Mardonio cercò di doppiare la penisola di monte Athos, nella Calcidica, la sua flotta incappò in una terribile tempesta, che provocò la distruzione di tutte le navi (300 secondo Erodoto), e la morte di almeno 20 000 uomini. I sopravvissuti, che si erano accampati lungo la costa macedone, furono vittime di un'imboscata dei Brigi, i quali ferirono anche lo stesso Mardonio. L'esercito persiano riuscì comunque a sottomettere i Brigi, ma, nonostante le diverse operazioni militari portate vittoriosamente a termine, a causa delle numerose perdite nel suo esercito, Mardonio fu costretto a rientrare in Asia Minore, dove fu esonerato dal comando.
Quando quindi nel 490 a.C. fu organizzata una nuova spedizione contro la Grecia, il comando venne dato a Dati e Artaferne, mentre Mardonio venne escluso. L'obiettivo di questa spedizione era quello di conquistare l'isola di Nasso per dominare l'Egeo, e da qui lanciare una nuova offensiva contro Atene e la Grecia continentale. Quella che divenne poi nota come la prima guerra persiana si concluse però con la vittoria ateniese a Maratona.
Dopo la morte di Dario nel 486 a.C., Mardonio ritornò in auge presso la corte del nuovo sovrano Serse I, figlio di Dario nonché cugino dello stesso Mardonio. Su Serse I Mardonio sembrava esercitare una forte influenza. Poiché Serse non sembrava interessato a riprendere la guerra contro la Grecia, Mardonio, spinto dal desiderio di riguadagnare la stima perduta negli anni precedenti e desideroso di arricchirsi e diventare egli stesso satrapo della Grecia, convinse Serse a organizzare una nuova spedizione contro i Greci, ricordandogli episodi come l'incendio di Sardi durante la rivolta ionica e lo smacco subito a Maratona.
Serse decise infine di assecondare la proposta di Mardonio, e con lui cominciò a pianificare l'invasione della Grecia nel 480 a.C. Memore di quanto accaduto presso Monte Athos allo stesso Mardonio, Serse optò per la realizzazione di due grandi opere di ingegneria bellica, il ponte di barche sull'Ellesponto, per traghettare l'esercito, e l'apertura di un canale a nord di Monte Athos per la flotta, chiamato canale di Serse.
Le prime fasi della guerra arrisero ai Persiani: nell'agosto del 480 a.C. venne sottomessa la Beozia e in seguito i Persiani sconfissero i Greci durante la battaglia delle Termopili, che vide lo stesso Mardonio al comando, e al contempo inflissero pesanti perdite alla flotta greca nella battaglia di Capo Artemisio. La stessa Atene, abbandonata dai suoi cittadini, venne lasciata in mano ai Persiani.
A questo punto Serse si consultò con i suoi comandanti per capire come agire per costringere i Greci alla capitolazione. Mardonio fu inviato a sondare il parere dei vari comandanti. Tutti quanti erano dell'idea che fosse necessario ingaggiare una battaglia navale contro i Greci, perché senza flotta questi avrebbero dovuto arrendersi. Nonostante il solo parere ostile della comandante Artemisia, Serse decise di ascoltare l'opinione della maggioranza e attaccare la flotta greca stanziata nei pressi di Salamina.
La battaglia di Salamina si concluse però con la disfatta dei Persiani, i quali si ritirarono dalla Grecia. Mardonio, temendo di essere punito per aver convinto Serse a muovere guerra contro i Greci, chiese e ottenne di poter rimanere in Grecia per continuare la guerra. Serse accettò, lasciando però al suo comando ben pochi soldati.
Mardonio lasciò l'Attica e si accampò con le sue truppe in Beozia: fu proprio in Beozia, a Platea, che, dopo una serie di piccoli scontri tra Greci e Persiani, si svolse lo scontro finale. La battaglia di Platea si concluse con la sconfitta persiana, e lo stesso Mardonio perì nello scontro, colpito alla testa da un masso scagliato dal comandante greco Arimnesto.
La sconfitta persiana a Platea segnò la fine dei progetti egemonici della Persia sulla Grecia.